# Journal of Mathematical Economics
Das Journal of Mathematical Economics ist eine wissenschaftliche Fachzeitschrift mit Peer-Review-Verfahren, das vom niederländischen Verlag Elsevier verlegt wird. Das Journal publiziert zweimonatlich Beiträge aus dem Bereich der Wirtschaftsmathematik. Es wurde 1974 von Werner Hildenbrand gegründet.

## Redaktion
Die Redaktion des Journal wird von Atsushi Kajii geführt. Er wird von den vier Ko-Redakteuren Alessandro Citanna, Simon Grant, John Quah und Sven Rady unterstützt. Daneben gibt es eine ganze Reihe assoziierter Redakteure und beratende Redakteure, zu denen auch der Wirtschaftsnobelpreisträger Kenneth J. Arrow gehört.

## Rezeption
Eine Studie der französischen Ökonomen Pierre-Phillippe Combes und Laurent Linnemer sortiert das Journal mit Rang 51 von 600 wirtschaftswissenschaftlichen Zeitschriften in die drittbeste Kategorie A ein.